# Завьялов, Константин Константинович
Константин Константинович Завья́лов (1910—1975) — советский педагог, деятель образования, Заслуженный учитель школы РСФСР (1957), Почётный гражданин Петрозаводска (1973).

## Биография
Родился в семье рабочего-ткача, в советское время — писателя. Мать — домохозяйка, после Октябрьской революции — медсестра. Окончил девятилетку в г. Иваново.
В 1931 году окончил Ленинградский педагогический институт.
В 1931—1932 годах — преподаватель рабочих курсов Петрозаводского городского отдела народного образования (ГорОНО), в 1932—1933 гг. — преподаватель обществоведения в 4-й образцовой школе фабрично-заводского обучения.
В 1933—1941 годах — заведующий отделом пропаганды и агитации, секретарь Петрозаводского городского комитета ВКП(б).
В 1941—1947 годах — секретарь Беломорского городского комитета ВКП(б). В 1947—1948 годах — заведующий партийной школой ЦК КП(б) Карело-Финской ССР, в 1848—1952 гг. преподаватель истории ВКП(б) республиканской партшколы.
В 1953—1954 годах — заместитель директора по воспитательной работе и преподаватель истории 40-й средней школы г. Петрозаводска, директор 23-й средней школы г. Петрозаводска.
В 1956 году — директор средней школы на улице Анохина в г. Петрозаводске.
В 1956—1966 годах — организатор и первый директор Петрозаводской школы-интерната № 1, с 1966 г. — преподаватель школы-интерната № 1, организатор по внешкольной и внеклассной воспитательной работе с учащимися школы № 40.
В 1974 году вышел на пенсию.
Избирался депутатом Петрозаводского городского совета (1945—1951 гг.). Награждался Почётными грамотами Верховного Совета Карело-Финской ССР за помощь в уборке снега на Кировской железной дороге в годы Великой Отечественной войны, работу в области образования.